# Medal Pamiątkowy na 20 Rocznicę Wyzwolenia Czechosłowacji
Medal Pamiątkowy na 20 rocznicę Wyzwolenia Czechosłowacji (czes. Pamětní medaile k 20. výročí osvobození Československa) – czechosłowackie odznaczenie wojskowe.

## Historia
Odznaczenie zostało ustanowione ustawą z dnia 24 lutego 1965 r. nr 15/1965 Sb. dla nagrodzenia osób zasłużonych w działalności na rzecz wyzwolenia Czechosłowacji w okresie II wojny światowej, w 20 rocznicę jej zakończenia.

## Zasady nadawania
Odznaczenie zgodnie z art. 2 ustawy o jego ustanowieniu było nadawane obywatelom czechosłowackim, którzy mieli wyjątkowe zasługi w walce z faszyzmem w kraju lub za granicą, w szczególności tym, którzy aktywnie uczestniczyli w ruchu oporu lub byli partyzantami walczących z bronią w ręku lub w inny sposób znacząco przyczynili się do wybuchu powstania w 1945 roku. Można było również nagrodzić osoby aresztowane przez okupanta za prowadzenie działalności na rzecz wyzwolenia Czechosłowacji spod faszystowskiej okupacji.
Zgodnie z art. 3 ustawy, medalem tym można było także wyróżnić jednostki wojskowe podległe Ministerstwu Obrony i Ministerstwu Spraw Wewnętrznych, które są kontynuują tradycje jednostek zasłużonych w walce z faszyzmem.

## Opis odznaki
Odznaka odznaczenia owalny krążek o średnicy 35 mm wykonany z brązu.
Na awersie odznaczenia w środku jest rysunek kwitnącej lipy, która symbolizuje rozwój społeczeństwa socjalistycznego. Wzdłuż brzegów jest napis w języku czeskim DVACÁTÉ VÝROČÍ OSVOBOZENÍ ČSSR (pol. Dwudziesta rocznica wyzwolenia CSSR) oraz data 1965.
Na rewersie natomiast jest rysunek pistoletu maszynowego, który rozrywa pętle z drutu kolczastego. Na obrzeżach natomiast jest napis ZA ZÁSLUHY V BOJI PROTI FAŠISMU (pol. Za zasługi w walkach przeciwko faszyzmowi) oraz data 1945.
Medal zawieszony był wstążce o szerokości 38 mm koloru szarego, po bokach czerwone paski o szer. 4 mm, w środku natomiast trzy paski o szer. 2 mm, w kolorach flagi Czechosłowacji – kolejno biały, czerwony i niebieski.